# Andrea Dandolo

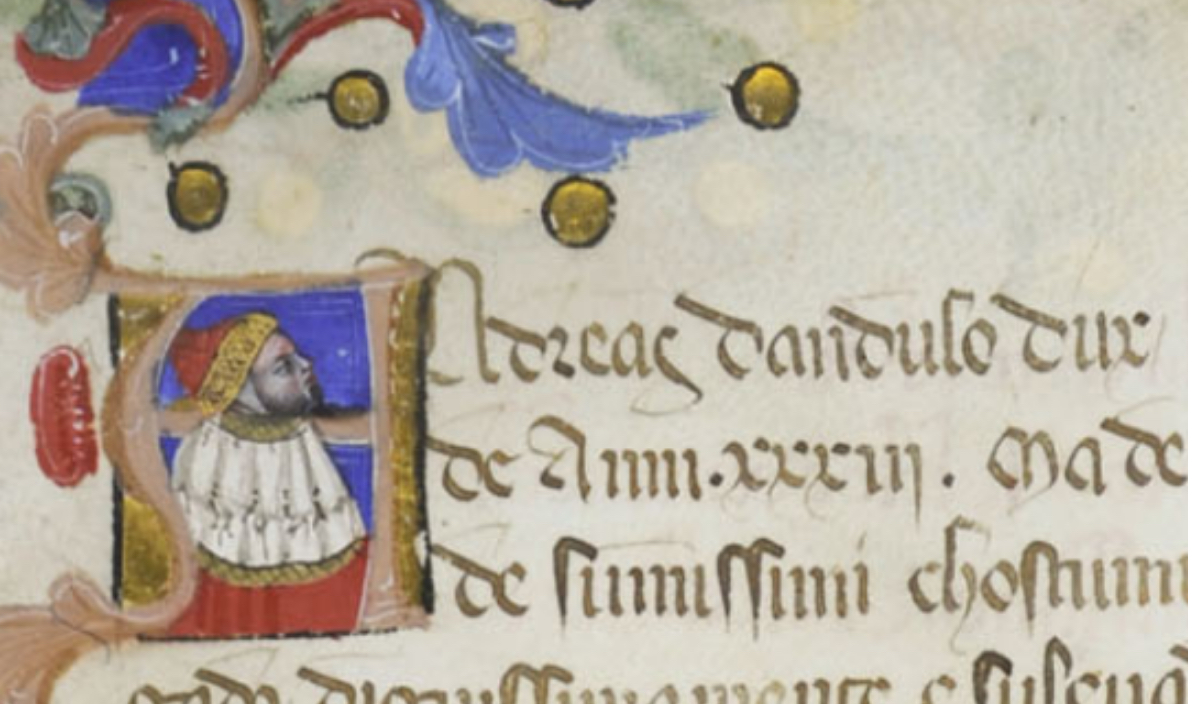
Initiale in der Handschrift Biblioteca Marciana, It VII, 770 (=7795) mit einem Bildnis des Dogen. Das Manuskript bildet die Chronik des Rafaino de’ Caresini, mit der der Großkanzler diejenige Andrea Dandolos fortsetzte. Sie wurde hier in Volgare abgefasst, im seinerzeitigen Venezianisch (Digitalisat der Handschrift in der Biblioteca Marciana).

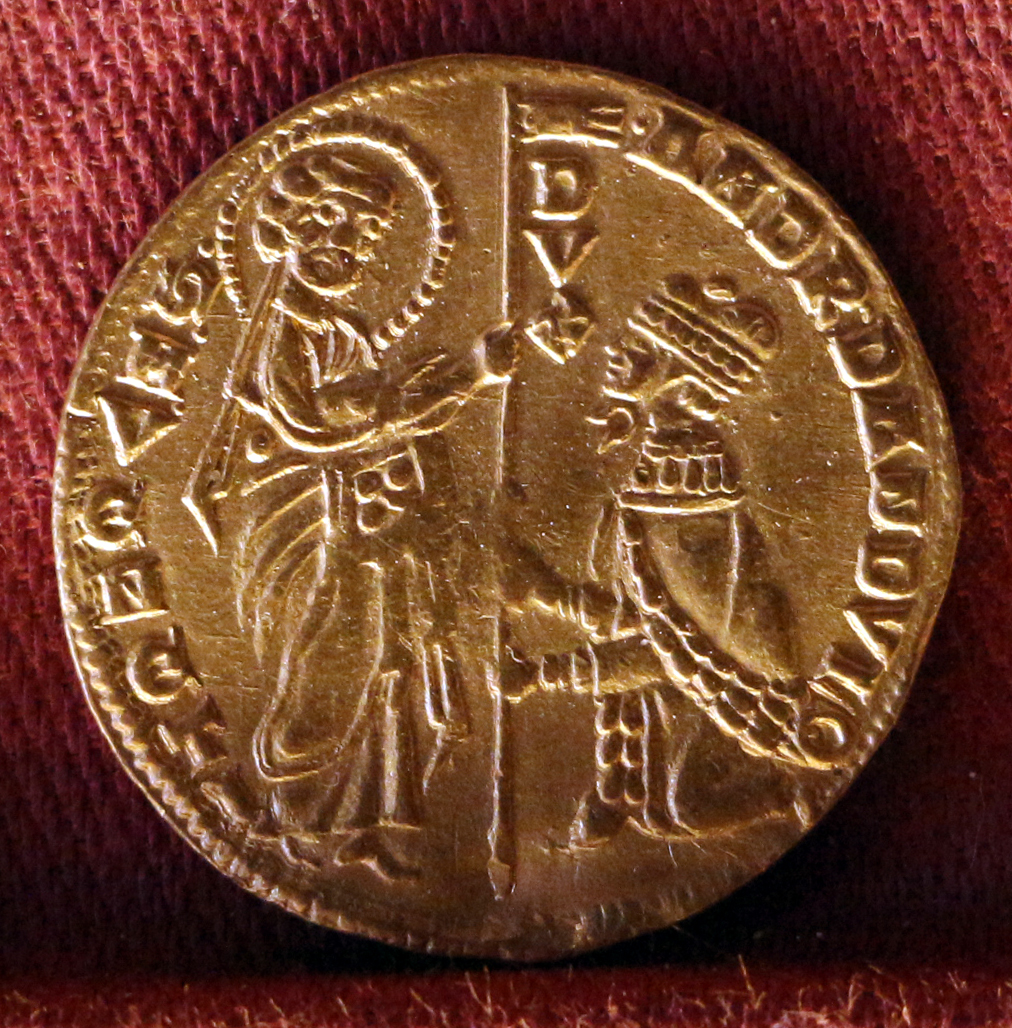
„Andr^{.} Dandvlo Dvx“ kniend vor dem Evangelisten Markus, eine seit 1285, als Venedig zum ersten Mal Goldmünzen prägte, übliche Darstellung auf der Vorderseite der Dukaten, auch Zecchini genannt, Museo Correr, Venedig

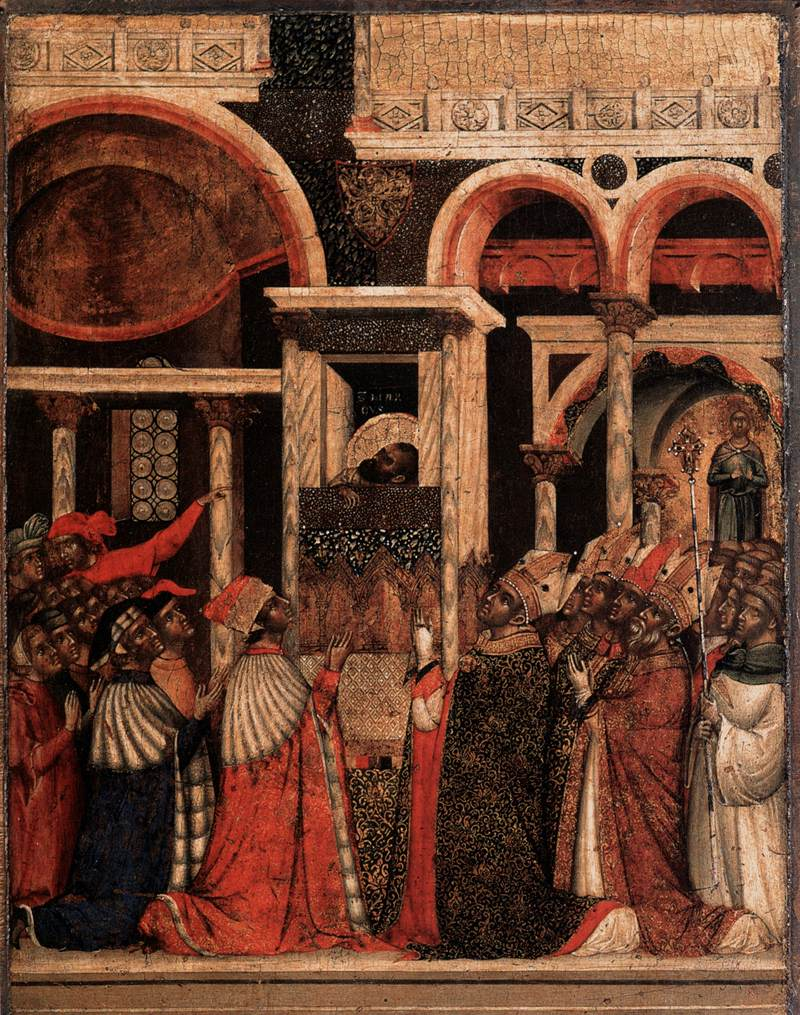
Ausschnitt eines Gemäldes von Paolo Veneziano (1300–1365) mit der Darstellung des knienden Andrea Dandolo in Gebetshaltung, Tempera auf Holz, Markusdom

Andrea Dandolo (* 30. April 1306; † 7. September 1354 in Venedig) war vom 4. Januar 1343 bis zu seinem Tod der – nach eigener Zählweise – 54. Doge von Venedig. Dandolo, der mit Francesco Petrarca in Kontakt stand und auf den Feldern der Rechtsprechung, der Philosophie und Geschichte bewandert war, nahm bereits ab 1328 erheblichen Einfluss auf die Verfassungsentwicklung, die Intensivierung der Verwaltung und die Entfaltung der öffentlichen Staatssymbolik, die Venedig bis heute prägt. Letztere schlug sich in der Umgestaltung zentraler Bauwerke wie der Markuskirche und des Dogenpalasts nieder.
Andrea Dandolo verfasste mit der Extensa eine der wichtigsten Chroniken der Republik Venedig, eine neue Deutung ihrer Geschichte, von der fast alle nachfolgenden Historiker abschrieben. Sie reicht von der Ankunft des Evangelisten Markus im Jahr 48 bis zum Jahr 1280. Das Opus wurde von den Großkanzlern Benintendi de’ Ravegnani und Rafaino de’ Caresini bis 1388 fortgesetzt. „Gerechtigkeit“ und „Freiheit“ wurden zu zentralen Begriffen der Legitimierung staatlichen Handelns. Seine historischen Werke und seine Gesetzeskompilationen waren so angelegt, dass sie auf allen Stufen der staatlichen Hierarchie als Nachschlagewerke und Richtlinien dienen konnten. Sie sollten bis in die zahlreichen Statuten hineinwirken, und damit in alle gesellschaftlichen Prozesse, und diese zugleich auf eine einheitliche ideologische und gesetzliche Grundlage stellen. Auch sammelte er alle Verträge mit auswärtigen Mächten und ließ diese Pacta transkribieren und in zwei Büchern zusammenstellen, nämlich im liber albus und im liber blancus.
Während seiner Amtszeit – Dandolo wurde schon mit 37 zum Dogen gewählt – wütete 1348 die erste Pestpandemie seit einem halben Jahrtausend auch in Venedig. Die Stadt büßte vielleicht die Hälfte ihrer Bevölkerung ein. Zudem kam es zu Aufständen in Dalmatien und auf Istrien. Doch der schwerste Konflikt entstand im Kampf gegen Genua, der seine letzten vier Herrschaftsjahre ausfüllte.

## Familie
Die Familie Dandolo spielte in der Geschichte Venedigs vom 12. bis zum 15. Jahrhundert eine bedeutende Rolle. Urkundlich nachgewiesen ist sie seit dem 11. Jahrhundert. Damit war Andrea ein Angehöriger der zwölf angesehensten, einflussreichsten und ältesten Familien Venedigs, der sogenannten „apostolischen“ Familien. Zu diesen vielköpfigen, durch bloße Verwandtschaft definierten Großgruppen zählten neben den Dandolo die Badoer, Barozzi, Contarini, Falier, Gradenigo, Memmo, Michiel, Morosini, Polani, Sanudo und Tiepolo. Vor allem mit den Tiepolo standen die Dandolo in Konkurrenz um die Führung. Die Dandolo stellten insgesamt vier Dogen: Außer Andrea die Dogen Giovanni Dandolo, dann Francesco und Enrico Dandolo. Zwei Frauen der Familie waren mit Dogen verheiratet, nämlich Giovanna Dandolo mit Pasquale Malipiero und Zilia Dandolo mit Lorenzo Priuli. Die Dandolo erschienen der Legende nach bereits um 727 bei der Wahl des (vielleicht ersten) Dogen Orso, auf dessen Familie sich mehrere der ältesten Familien Venedigs zurückführten.

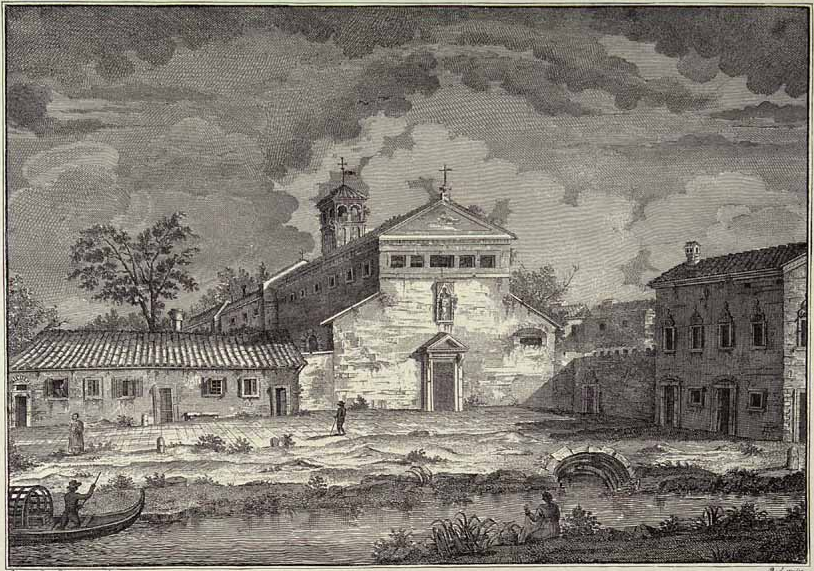
Die Kirche San Giovanni Evangelista auf Torcello, Stich, um 1825–27

Der Vater Andrea Dandolos war Fantino aus dem Familienzweig S. Luca. Dieser erscheint 1312 unter den Elektoren des Dogen Giovanni Soranzo. Neben Andrea hatte er weitere Kinder, nämlich einen Marco, von dem nichts weiter bekannt ist, und einen Simone, Provveditore der 1345 um Zara kämpfenden Armee, dann Podestà von Treviso, schließlich einer der iudices des Dogen Marino Falier. In einem Testament erscheint darüber hinaus eine Schwester namens Agnese, die als Nonne im Kloster San Giovanni Evangelista auf der Insel Torcello lebte, in der nördlichen Lagune von Venedig.

## Leben

### Bildung: Rechte, Philosophie, Geschichte
Andrea Dandolo wurde am 30. April 1306 geboren, wie sich aus seinem Amtseid, der Promissione ducale, entnehmen lässt. Fantino, Andreas Vater, starb bereits am 13. August 1324. Andrea Dandolo studierte, wie seit langem gemutmaßt wurde, an der Universität Padua die Rechte. Sein Zeitgenosse Guglielmo Cortusi bezeichnete Dandolo als „legali scientia decoratus“, und in einem Dokument vom 13. Dezember 1333 nennt man ihn einen „iurisperitus“. Da er sich auf dem Rechtssektor auch später betätigte und als kenntnisreich galt, schien dies späteren Autoren ein hinreichender Beleg für eine dortige Promotion zu sein.
Auf eine Verwechslung mit seinem Neffen Fantino geht möglicherweise die noch weitergehende Behauptung zurück, er habe in Padua die Rechte gelehrt. Ebenfalls nicht haltbar ist die Behauptung des Marino Sanuto in seinen Vite de’ duchi, Andrea Dandolo sei ein Schüler des gefeierten Juristen Riccardo Malombra gewesen, denn dieser lehrte in Padua nur zwischen 1295 und 1315.
Bei aller Unklarheit über seine juristische Ausbildung ist dennoch offenkundig, dass er zugleich eine breite Bildung erhielt, die auch Philosophie und Geschichte umfasste. Außerdem umgab er sich mit gebildeten Männern, wie Benintendi de’ Ravegnani, Rafaino de’ Caresini, der Ravignani 1365 im Amt des Kanzlers folgte, und Paolo de Bernardo, der dort bereits 1349 tätig war. Unabhängig von der Frage, ob Dandolo von den Vorhumanisten beeinflusst war, oder ob er gutes Latein einfach als Mittel der Propaganda nicht missen mochte, zeigt sich seine hohe Bildung nicht nur in seinen Werken, sondern auch in seinen Briefen an Francesco Petrarca. Dies wiederum wirkte sich auf den Sprachgebrauch in der Dogenkanzlei aus. Die beiden Briefe an Petrarca stammen vom 22. Mai 1351 und vom 13. Juni 1354. Sie wurden entweder von Andrea Dandolo diktiert oder sie stammten von Ravignani und waren stilistisch dem Absender und dem Adressaten angemessen.

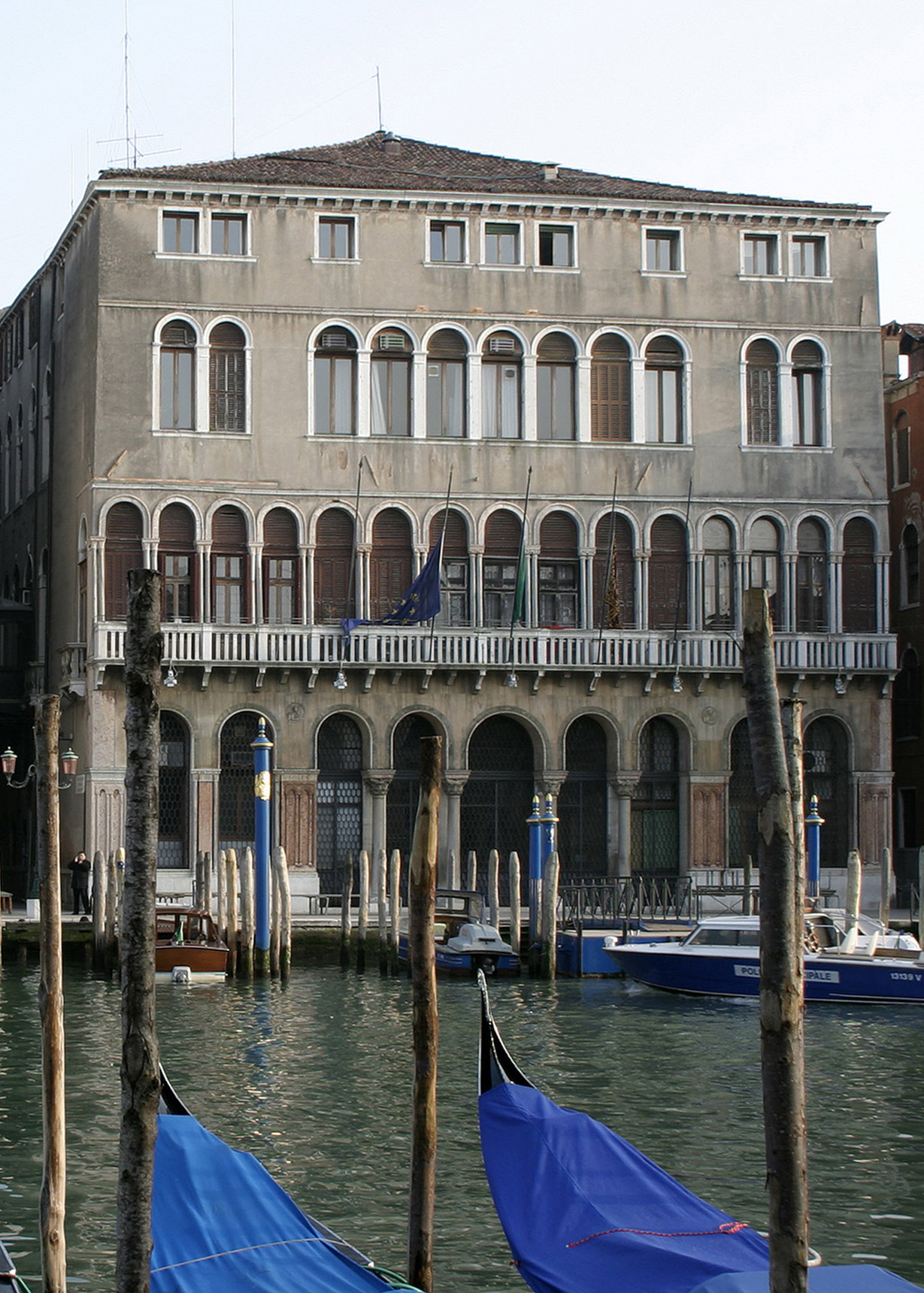
Die Ca’ Farsetti, seit 1826 in kommunalem Besitz und das Rathaus Venedigs, auch Palazzo Dandolo Farsetti genannt, bewohnte Andrea Dandolo zeit seines Lebens. Sie wurde nach einem Brand im Jahr 1524 wieder aufgebaut. 1664 erwarb sie die toskanische, soeben in den Großen Rat aufgenommene Familie Farsetti.

### Prokurator von San Marco (1328), politische Karriere
Schon mit 22 Jahren wurde er Prokurator von San Marco. Dabei erhielt er zwar viele Gegenstimmen wegen seiner Jugend, doch müssen seine Qualitäten überragend gewesen sein, so dass er dennoch eine Mehrheit erhielt. Wahrscheinlich wurde er, wie aus einem Dokument vom 4. Oktober 1328 hervorgeht, zum procuratore de supra gewählt. Damit folgte er wohl dem im März desselben Jahres gestorbenen Marino Badoer im Amt. Im Gegensatz zu den Procuratori de citra, die sich vornehmlich um karitative Aufgaben kümmerten, und um die Vollstreckung von Stiftungen und Testamenten, war der Procuratore de supra eher für den Kirchenbau selbst und alle daran hängenden Aufgaben zuständig, darunter Besitz und Finanzierung. Während seiner Zeit als Prokurator, also von 1328 bis 1343, wurde er mehrfach zum Savio, zum Sachverständigen für bestimmte Aufgaben, wie es in Venedig üblich war. Auch diente er als Unterhändler, wie etwa bei einer Gesandtschaftsreise nach Ancona mit Giovanni Contarini.
Am 10. November 1336 initiierte er, gemeinsam mit Marco Loredan, die Erfassung des Grundbesitzes der Markusbasilika. Im Mai 1340 war er einer der fünf Provveditori al Frumento. Diese waren für die Getreideversorgung zuständig, insbesondere, wie der Name sagt, für die Versorgung mit dem Hauptgetreide Weizen. Im Zuge des Stadtausbaus entstanden weitere Aufgaben. So war er am 13. April 1341 unter den Savi, die für die Verbreiterung der Gasse zwischen San Bartolomeo und San Giovanni Crisostomo verantwortlich waren.
Als Erfindungen späterer Zeit erwies sich die Betätigung Dandolos auf dem militärischen oder im engeren Sinne politischen Feld. Diese mögen seiner Rechtfertigung gedient haben. So hat er als Provveditore wohl kaum im Kampf von 1336 gegen die Scaligeri von Verona teilgenommen, jedenfalls erscheint sein Name in keinem einzigen diesbezüglichen Dokument. In jedem Falle hielt er sich im Frühjahr und Winter dieses Jahres in Venedig auf. Als unwahrscheinlich gilt inzwischen auch die Behauptung, er sei 1333 Podestà von Treviso gewesen. Dies steht zum einen mit einem Beschluss des Großen Rates vom 30. Dezember 1305, der den Prokuratoren von San Marco explizit die Wahl in ein weiteres Amt „vel regimen“ untersagte, zum anderen ist für dieses Jahr ein Giovanni Vigonza als Podestà belegt. Darüber hinaus hielt sich Andrea Dandolo am 13. Dezember 1333 in Triest auf, wo er vom Bischof in Güter in der Nähe von Pirano auf Istrien investiert wurde.
Auf bloße Namensgleichheit und damit Verwechslung ist wohl zurückzuführen, dass sich ein „comes“ unter den drei Savi befand, die der Consiglio dei Rogati, der spätere Senat, am 31. März 1332 mit der Untersuchung der Auseinandersetzungen zwischen Marino Barbarigo und der Kommune Zara befasste. Allein schon, dass dieser Andrea Dandolo ohne den Titel eines Prokuratoren genannt wird, spricht gegen eine Identität mit dem späteren Dogen. Dieser gleichnamige Mann erscheint nochmals in einer Entscheidung der besagten Rogati vom 4. Februar 1333. Dort erscheint er als Comes von Grado und Savio im bereits genannten Konflikt. Wahrscheinlich handelt es sich um einen Sohn des Marco der Dandolo von San Severo, der 1337 Bailò von Negroponte wurde.
Mit nur 37 Jahren wurde Andrea Dandolo zum Dogen gewählt. Bereits nach dem Tod des Dogen Francesco Dandolo am 1. Oktober 1339 hatte er in Konkurrenz mit den Bewerbern Marino Falier und Bartolomeo Gradenigo gestanden. Mit Unterstützung der Dandolo-Anhänger wurde Gradenigo gewählt, denn die Dandolo lehnten den Falier ab. Doch der neue Doge starb bereits nach gut drei Jahren am 28. Dezember 1342. Zu dieser Zeit war Andrea Dandolo einer der fünf Correttori della promissione ducale, die den Eid, den jeder Doge bei Amtsantritt zu schwören hatte, überarbeiten sollten.

### Dogenamt

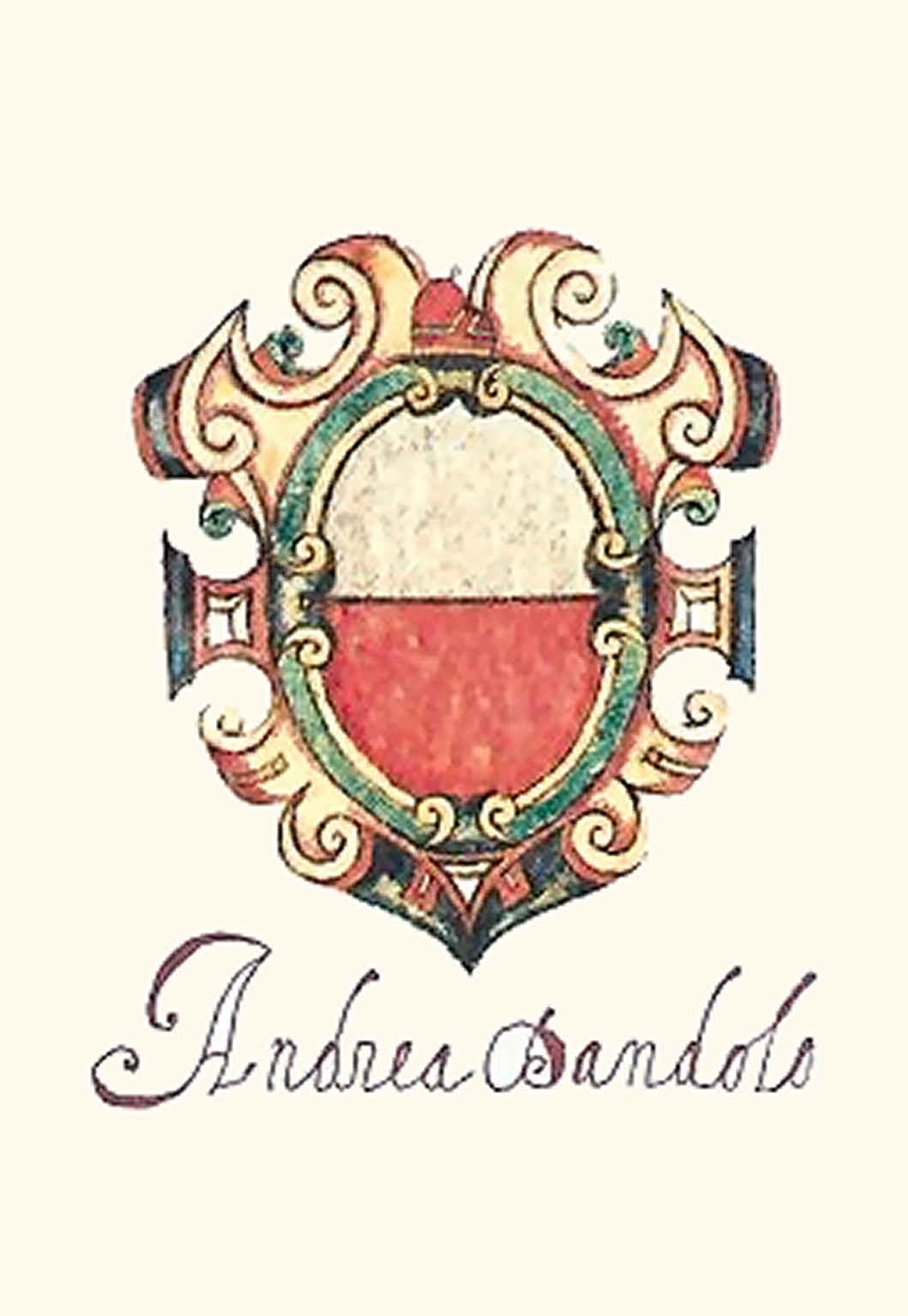
Wappen Andrea Dandolos, frühes 17. Jahrhundert

In seine Amtszeit fielen schwere politische Konflikte, etwa mit Ungarn um Zara, aber auch der Kreuzzug von Smyrna. Auch der Ausbruch des dritten venezianisch-genuesischen Krieges (1350–1355) überschattete seine Amtszeit, in der es immerhin zum Abschluss eines Handelsabkommens mit dem Mameluken-Sultan as-Salih Ismail kam.
Hinzu kamen Katastrophen, wie das Erdbeben von Friaul 1348, vor allem aber die erste Pestpandemie seit einem halben Jahrtausend. Binnen weniger Monate soll Venedig mehr als die Hälfte seiner Einwohner verloren haben. Im Juli 1348 war der Große Rat nicht mehr beschlussfähig, da zu viele Mitglieder des zentralen Gremiums fehlten. Nur die ersten beiden Jahre seiner Amtszeit verliefen vergleichsweise ruhig. Der Pest mögen 60 % der Bevölkerung zum Opfer gefallen sein, was nach Schätzungen Brunettis auf 45.000 bis 50.000 Tote hinausläuft. Über 50 Adelsfamilien verschwanden. Der Große Rat, der sich am 30. März 1348 zum ersten Mal erkennbar mit der katastrophalen Lage befasste, forderte danach die Pregadi auf, Maßnahmen zur Wiederbevölkerung zu treffen, was zahlreiche Ausländer in die Stadt brachte. Der Bevölkerungseinbruch blieb noch mindestens bis 1353 fühlbar. Erst gegen 1360 setzte eine Erholung ein.

#### Wahl
Andrea Dandolo wurde fünf Jahre vor der Pest am 4. Januar 1343 gewählt, allerdings nur, so Cortusi, weil man sich nicht auf einen älteren Kandidaten einigen konnte. Einerseits trug dazu sicherlich das Prestige der Familie bei, die bereits drei Dogen gestellt hatte. Doch auch seine bisherige Tätigkeit, seine Rolle als Prokurator, seine Bildung, und nicht zuletzt seine Tätigkeit als Historiker sprachen für ihn. Er hatte just im Vorjahr seine Chronica brevis abgeschlossen, eine knappe Geschichte der Republik Venedig bis zum Jahr 1342. Darin zeigte sich, dass er die internen Konflikte der Vergangenheit verstanden hatte, und dass er diese Politikrichtung herleiten könnte und womöglich weiter verfolgen würde.

#### Oberitalien, Kolonialpolitik, Aufstand Zaras (1345/46) und Capodistrias (1348)

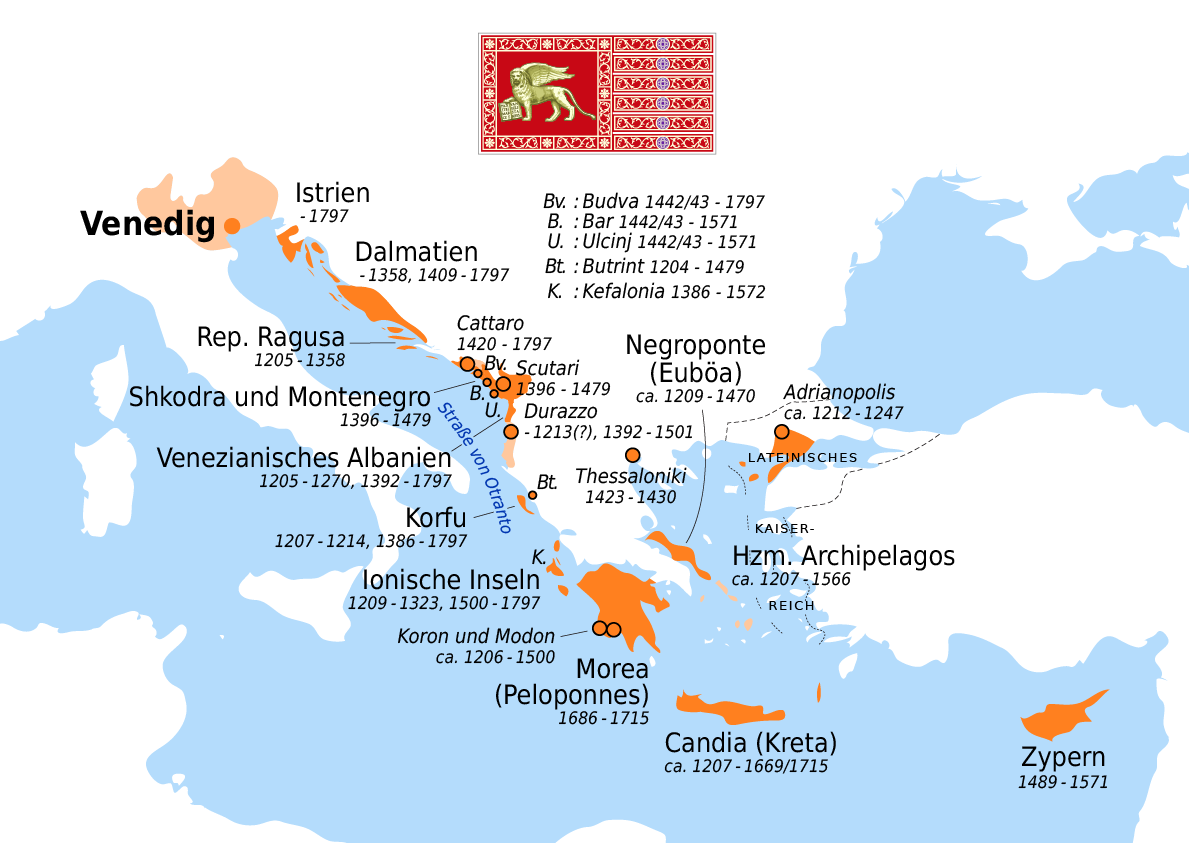
Venezianische Kolonien und Stützpunkte

Die Herrschaft über Treviso war noch wenig konsolidiert, es entstand ein Bündnis mit den Hospitalitern auf Rhodos und mit Zypern. 1344 konnte der Konflikt mit dem Patriarchen von Aquileia ebenso beigelegt werden, wie mit Albert von Görz um Istrien. Doch schon im August 1345 begann der Aufstand Zaras, der die Herrschaft Venedigs über Dalmatien ins Wanken brachte.
Im Dezember 1345 wurde die antitürkische Liga erneuert und um zwei Jahre verlängert. Doch als die Genuesen im Frühjahr 1346 die Insel Chios eroberten, verlor Venedig das Interesse an diesem Bündnis. Der Aufstand Zaras erhielt enorme Sprengkraft, als König Ludwig I. von Ungarn die Stadt gegen Venedig aufbrachte, um Zara seinem Reich einzuverleiben. Doch am 1. Juli 1346 unterlagen die Ungarn unter den Mauern von Zara und die Stadt musste sich ergeben. Die entsprechende Urkunde wurde am 15. Dezember 1346 ausgefertigt. In diesem Zusammenhang entstand die Cronica Iadretina, ein Propagandawerk, das die guten Beziehungen zwischen Zara und Venedig aufzeigen sollte. Das Werk wurde entweder Benintendi Ravignani oder Rafaino de’ Caresini zugeschrieben, die in der Dogenkanzlei arbeiteten. Die Gegenseite verfasste die knappe Obsidio Iadrensis, so dass die Perspektiven der Sieger, aber auch der Besiegten in einer Edition einander gegenübergestellt werden konnten. Zugleich relativiert diese Quelle die durchweg positive Darstellung der venezianischen Herrschaft, die aber schon allein deshalb in Zweifel gezogen worden ist, weil die Stadt 1358 schon wieder verlorenging, und dies auch bis 1409 blieb.
Am 17. September 1348 erhob sich Capodistria vergebens gegen Venedig, der Aufstand wurde schnell unterdrückt.

#### Gesetzessammlungen
Schon in der Zeit als Prokurator von San Marco begann Dandolo mit der Sammlung der Beschlüsse des Großen Rates, die als Summula Statutorum floridorum Veneciarum bezeichnet wurde (der Titel ist aus Wörtern in der Überschrift der einzigen bekannten Kopie und im Prolog konstruiert und entstammt nicht dem 14. Jahrhundert). Genauer gesagt handelte es sich um diejenigen Beschlüsse, die nicht in den Statuten aus der Zeit Jacopo Tiepolos stammten, die 1242 zusammengestellt worden waren. Für die praktische Anwendung wurden sie nun in drei Büchern gesammelt, nämlich De ordine, De contractibus et obligationibus und De testamentis et ultimos voluntatibus. Diese dreiteilige Sammlung, die etwa 1342 entstand, wurde zwar nie feierlich genehmigt, doch sie integrierte die Statuten und lieferte den Magistraten und Notaren eine Art Handbuch. Schon Iacopo Bertaldo hatte in seinem Splendor Venetorum civitatis consuetudinum das Problem erkannt, dass die Beschlüsse und Gesetze nicht zur Kenntnis der jeweiligen Entscheider gelangten. Im Gegensatz zu Bertaldo stellte Dandolo den Consuetudines allerdings die Gesetze und Beschlüsse voran.
Der sogenannte Liber Sextus, das sechste Buch also, wurde so genannt, weil es den fünfen des Jacopo Tiepolo, den Statuta nova, angehängt wurde. Es wurde am 26. November 1346 offiziell dem Dogen präsentiert. Dieses Buch enthielt zugleich in 84 Kapiteln die Verbesserungen und Ergänzungen zu den besagten ersten fünf Büchern Tiepolos. Die danach veröffentlichten Bücher mit den Namen Albus und Blancus enthielten einerseits die Dokumente ab dem 11. Jahrhundert mit Bezug auf die Herrschaftsgebiete des Ostens (stato da mar), also des Byzantinischen Reiches, Syriens, Armeniens, Zyperns, während das letztgenannte Buch diejenigen Dokumente enthielt, die sich auf den stato da terra, also vor allem die Lombardei, die Toskana, die Romagna, die Marken und Sizilien bezogen. Insgesamt handelte es sich also um eine verwaltungspraktisch gedachte Neuorganisation nach räumlichen und chronologischen Kriterien, die zugleich der Durchsetzung des genauen Wortlauts der Beschlüsse des Magnum Consilium dienten, und zugleich der Beseitigung eigenwilliger Deutungen, Gewohnheiten und Widerständen.
Wie Victor Crescenzi zeigen konnte, knüpfte der Titel Liber Sextus an päpstliche Vorbilder an, genau an das 6. Buch der Dekretalensammlung, das Papst Bonifatius VIII. 1298 veranlasst hatte, und das in ähnlicher Form wie Dandolo an das Liber Extra Papst Gregors IX. anknüpfte.

#### Krieg gegen Genua (ab 1350)

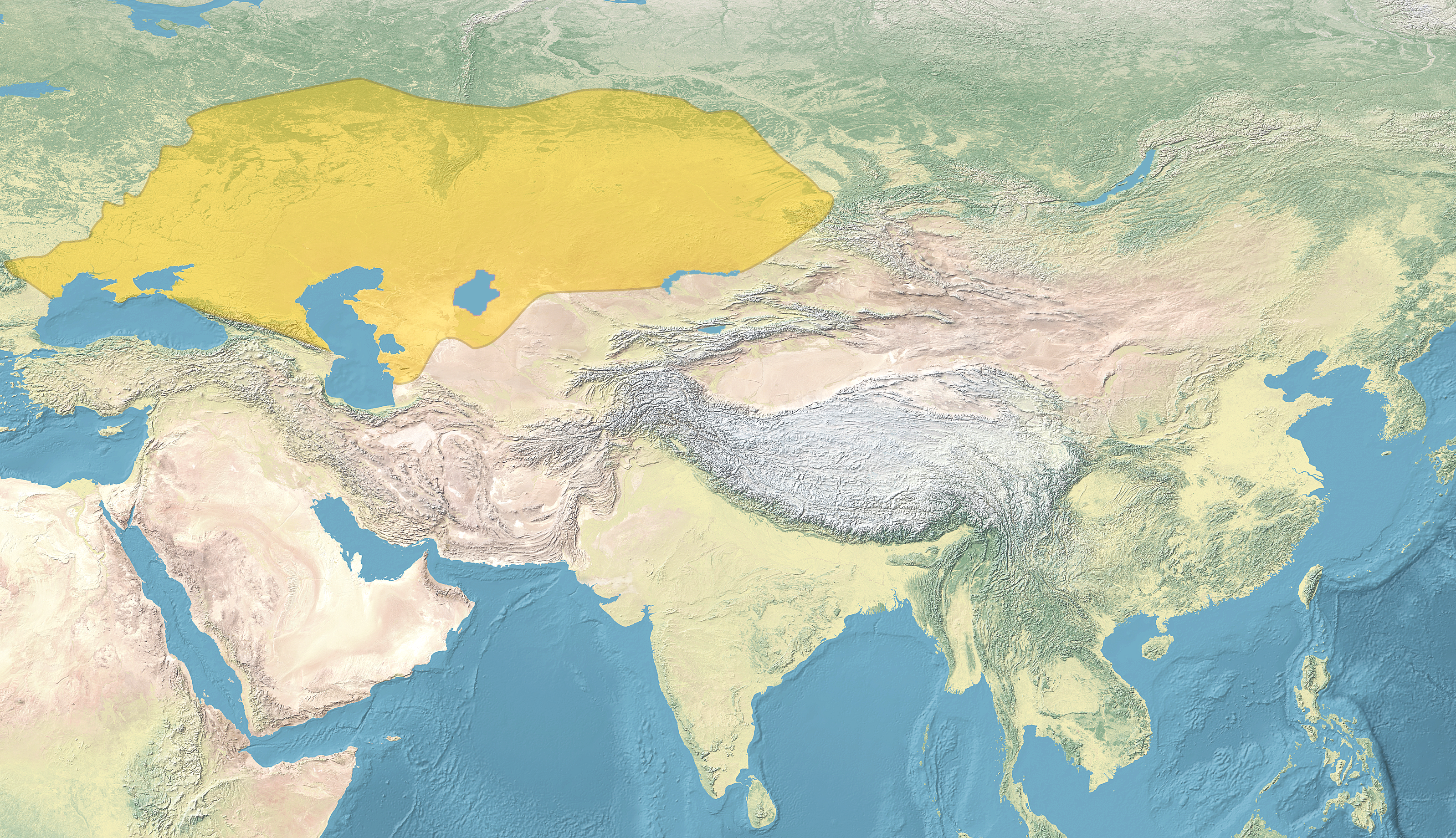
Einflussgebiet der Goldenen Horde

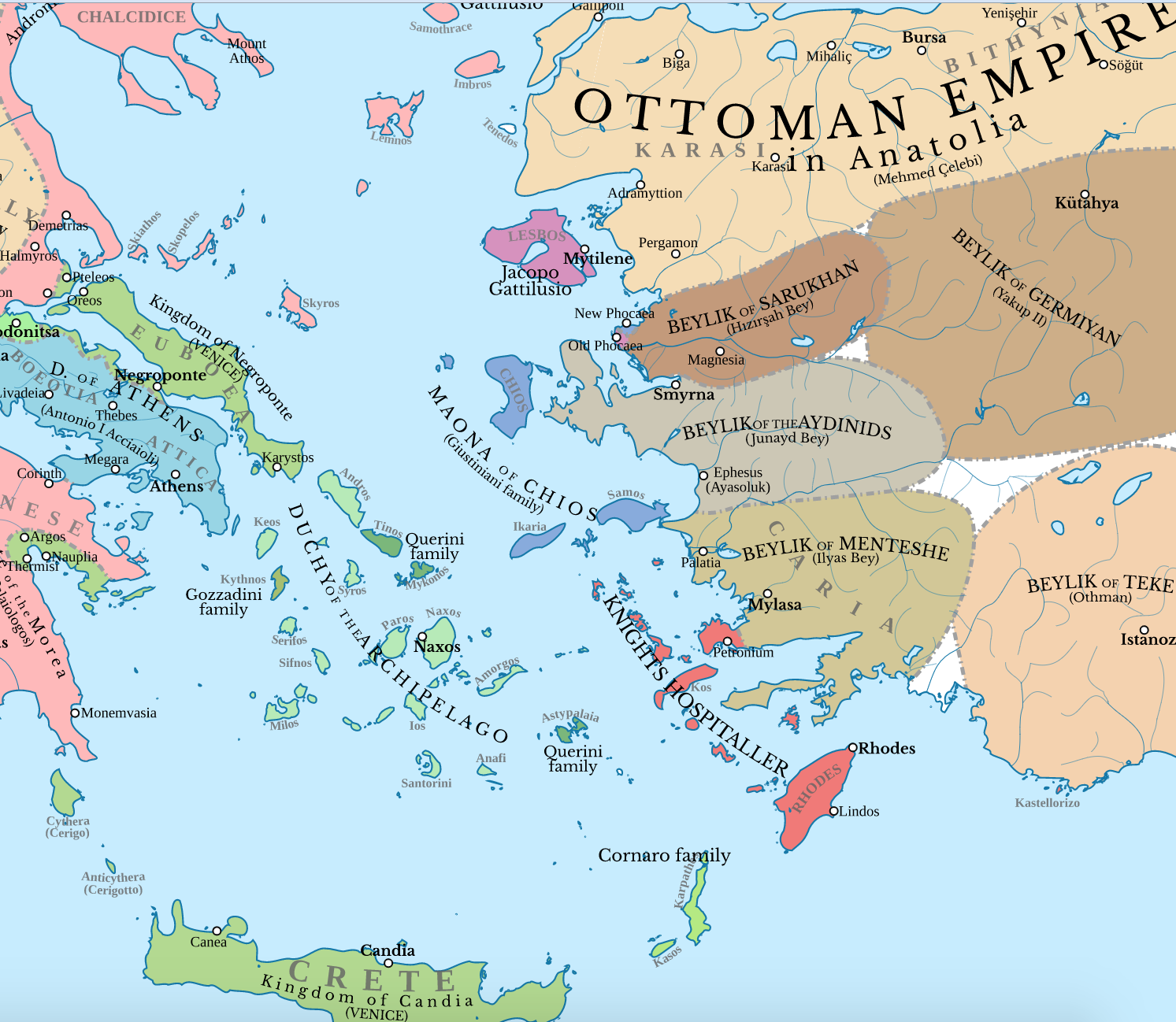
Die Mächte in der Ägäis des 14. Jahrhunderts

Der heftigste Konflikt während seiner Amtszeit war jedoch der Kampf mit Genua, wobei sich das Verhältnis zwischen den beiden Mächten besonders nach der Eroberung von Chios verbittert hatte. Dabei hatte sich der Streit um den Zugang zum Schwarzen Meer, nachdem der Khan der Goldenen Horde, Usbek Khan, die dortigen Händler zum Abzug gezwungen hatte, zunächst gelegt. Der Vertrag vom 27. April 1344 mit Ägypten, den sogar der Papst genehmigt hatte, sollte die daraus resultierenden Verluste wenigstens teilweise kompensieren. Die Spannungen zwischen Genua und Venedig steigerten sich so sehr, dass Venedig einseitig den Handel mit der Krim wieder aufnahm.
Doch der offene Konflikt ließ noch auf sich warten, denn 1347 kam es in Venedig zu einer schweren Teuerung, am 25. Januar 1348 zu einem Erdbeben und unmittelbar darauf dem ersten Ausbruch der Pest, der sich über sechs Monate erstreckte.
Die Vertreibung einiger venezianischer Händler aus Kaffa, dem Hauptemporium auf der Krim, löste schließlich den lange erwarten Krieg mit Genua aus. Im August 1350 erfolge der Kriegsbeschluss und 35 Galeeren liefen aus. Die Flotte errang einen ersten Erfolg vor Castro nahe Negroponte, wo im September zehn Galeeren vertrieben wurden. Im Gegenzug griffen Genuesen nun Negroponte an, wo sie den Hafen plünderten und niederbrannten. In Venedig trat 1350 ein spürbarer, vielleicht massiver Mangel an geeignetem Holz für den Schiffbau auf, so dass erstmals Regulierungen für Eichenholz vom italienischen Festland durchgesetzt wurden.
Anfang 1351 verbündete sich Venedig mit Peter IV. von Aragon und mit Johannes Kantakuzenos, der den byzantinischen Thron usurpiert hatte. Die Verbündeten brachten 89 Galeeren zusammen, doch kam es im ganzen Jahr 1351 zu keinem Kampf. Zu Winteranfang zogen sich 64 Galeeren Genuas unter dem Kommando von Paganino Doria nach Pera zurück, während die Verbündeten in Candia, der Hauptstadt Kretas, überwinterten. Weder Papst Clemens VI. noch Petrarca, der einen langen Brief an Dandolo schrieb, gelang es, den Krieg zu beenden.
Im Februar 1352 begann der offene Krieg erneut, doch die mörderische Schlacht im Bosporus ging unentschieden aus, wenn auch beide Seiten behaupteten, gesiegt zu haben. So vermeldete Dandolo in einem Brief vom 21. April seinem Verbündeten in Aragon den glücklichen Ausgang. Da sich die Verbündeten zurückzogen, muss man wohl davon ausgehen, dass die Genuesen einen Vorteil errungen hatten.

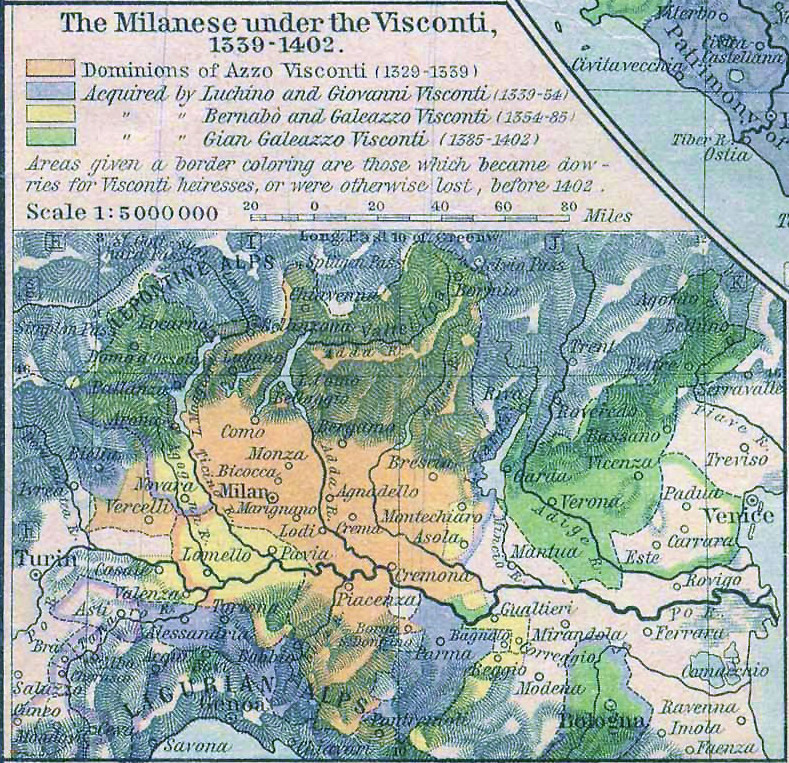
Mailand unter den Visconti (1339–1402)

Als Johannes Kantakuzenos die Seite wechselte, verbündeten sich die Venezianer mit dem gestürzten Johannes V. Palaiologos. Gegen einen Kredit von 20.000 Dukaten überließ er ihnen die Insel Tenedos am 10. Oktober 1352, und zwar bis zum Kriegsende. In den Gewässern vor Alghero gelang den Verbündeten am 29. August 1353 ein wichtiger Sieg gleichsam in genuesischen Gewässern, denn die Flotte der Genuesen wurde zum größeren Teil in der Seeschlacht von La Lojera oder Alghero zerstört.
Im Gegenzug unterstellte sich Genua nun Giovanni Visconti, dem Herrn von Mailand. Venedig seinerseits suchte gleichfalls Verbündete, die es in Mantua, Verona und Faenza fand, dazu im Markgrafen von Ferrara sowie in Karl IV. von Luxemburg. Mit diesen Verbündeten im Rücken lehnte Venedig das Friedensangebot des Visconti ab. Als Gesandter hielt sich Petrarca Anfang 1354 für einen Monat in Venedig auf. Andrea Dandolo mied jedoch jeden persönlichen Kontakt. Wie sich Petrarca beklagte, beantwortete der Doge noch nicht einmal den Brief, den er ihm unter dem 28. Mai 1354 geschrieben hatte. In einem Brief des Großkanzlers Benintendi de’ Ravegnani findet sich jedoch ein angebliches Schreiben des Dogen vom 13. Juni 1354, möglicherweise eine Schutzbehauptung des Kanzlers zugunsten Dandolos.
Nun gingen die Genuesen in die unmittelbare Offensive. Dabei drang eine Flotte Genuas in die Adria ein und zerstörte Curzola und Lesina; Paganino Doria zerstörte Parenzo. Die Verteidigung der Lagune von Venedig übertrug der Senat am 14. August 1354 Paolo Loredan. Diesem unterstanden zwölf Adlige, zwei pro Sestiere, denen je 300 Mann zur Verfügung standen. Es folgte eine Zwangsanleihe am 17. August, die Waffenfähigen wurden gezählt und eine Kette verschloss den Hafen auf dem Lido. Im Winter 1354 auf 1355 war Venedig nicht in der Lage, genügend trockenes Eichenholz für seine Flotte zu beschaffen, Dalmatien lieferte vorrangig das Holz der Weißtanne, die aber, im Gegensatz zur Antike, nur für Masten und Spiere genutzt wurde. Mitten in diesem Konflikt starb der Doge.

#### Eine neue Staatsauffassung, die Rolle des Dogen, künstlerische Anstöße
Auf Dandolos Initiative erfolgte die Restaurierung und Schmückung des Retabels im Markusdom, das als Pala d’oro bekannt ist. Diese Arbeiten wurden zwischen 1343 und 1345 durchgeführt. Die Arbeiten an der Pala feriale wurden Paolo Veneziano übertragen. Auch stieß der Doge den Bau der Cappella di S. Isidoro in der Markusbasilika an (abgeschlossen im Jahr 1355), geschmückt mit einem Mosaikenzyklus an der Nordwand, der sich dem Heiligen widmete. Das Gleiche gilt für das Baptisterium in derselben Kirche. Dort findet sich auch eine Abbildung des Dogen selbst. Wahrscheinlich spielte er auch bei dem 1340 begonnenen Bau des Saales für den Großen Rat, des Maggior Consiglio im Dogenpalast, eine wesentliche Rolle.

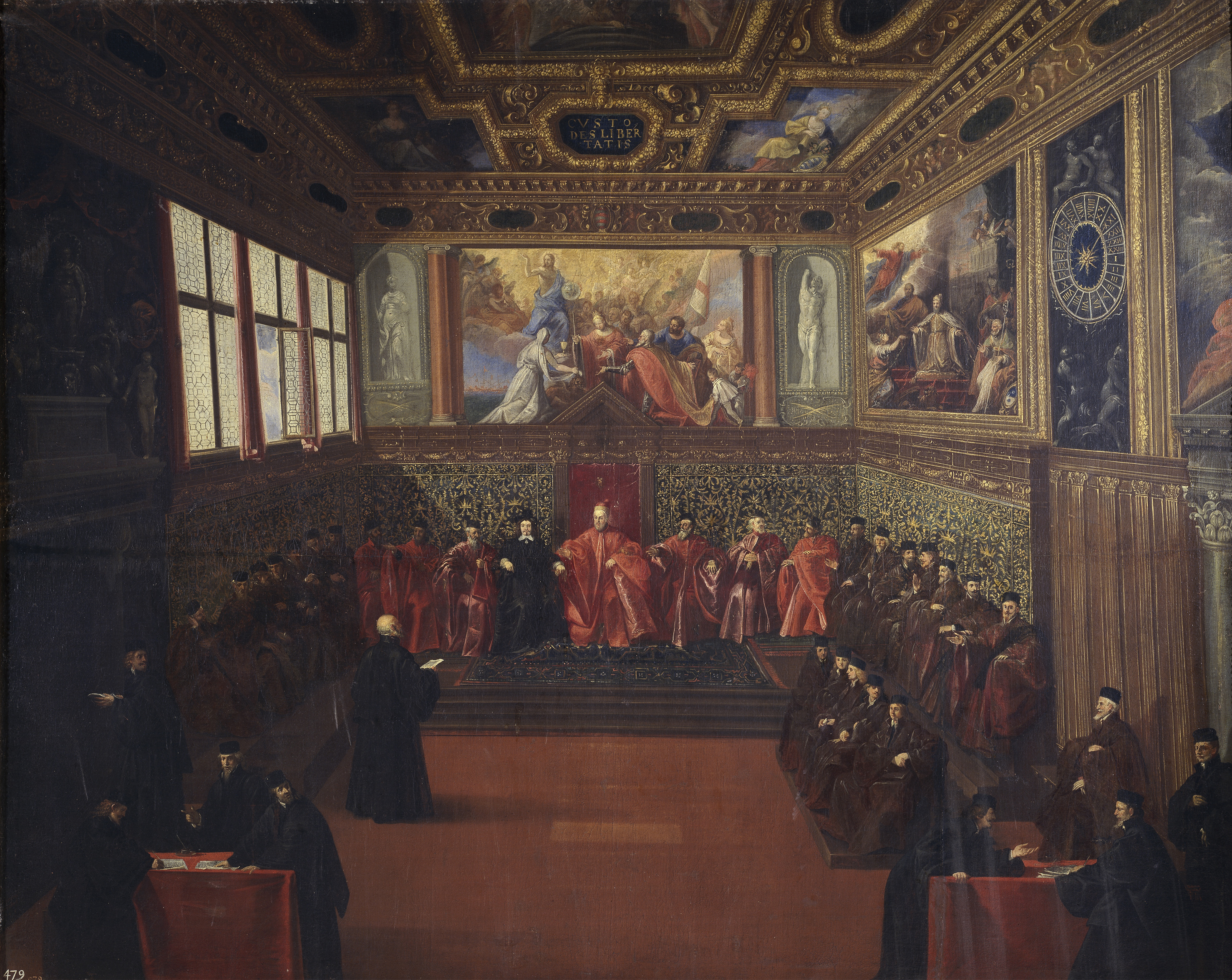
Das Gemälde von Pietro Malombra zeigt die Audienz des spanischen Botschafters in der Sala del Collegio" des Dogenpalasts im Jahr 1604, Farbe auf Leinwand, 170 mal 214 cm, Museo del Prado, Madrid. Die gesamte Einrichtung weist zahlreiche Elemente der venezianischen Staatssymbolik auf, an der Decke die Inschrift „CVSTODES LIBERTATIS“ (‚Wächter der Freiheit‘).

Am 28. Dezember 1340 war der Plan eines weitreichenden Umbaus des Dogenpalastes, durch den „Venice was portrayed as an everlasting beacon of justice in the turbulent waters of God’s creation“, wie es Daniel Savoy ausdrückte, verabschiedet worden. Andrea Dandolo war für diesen Ausbau schon als Prokurator von San Marco von 1328 bis 1343 zuständig gewesen, nunmehr als Doge. Dandolos Name erscheint dementsprechend schon 1335 auf einer Rechnung für einen Steinmetz (Savoy, S. 20).

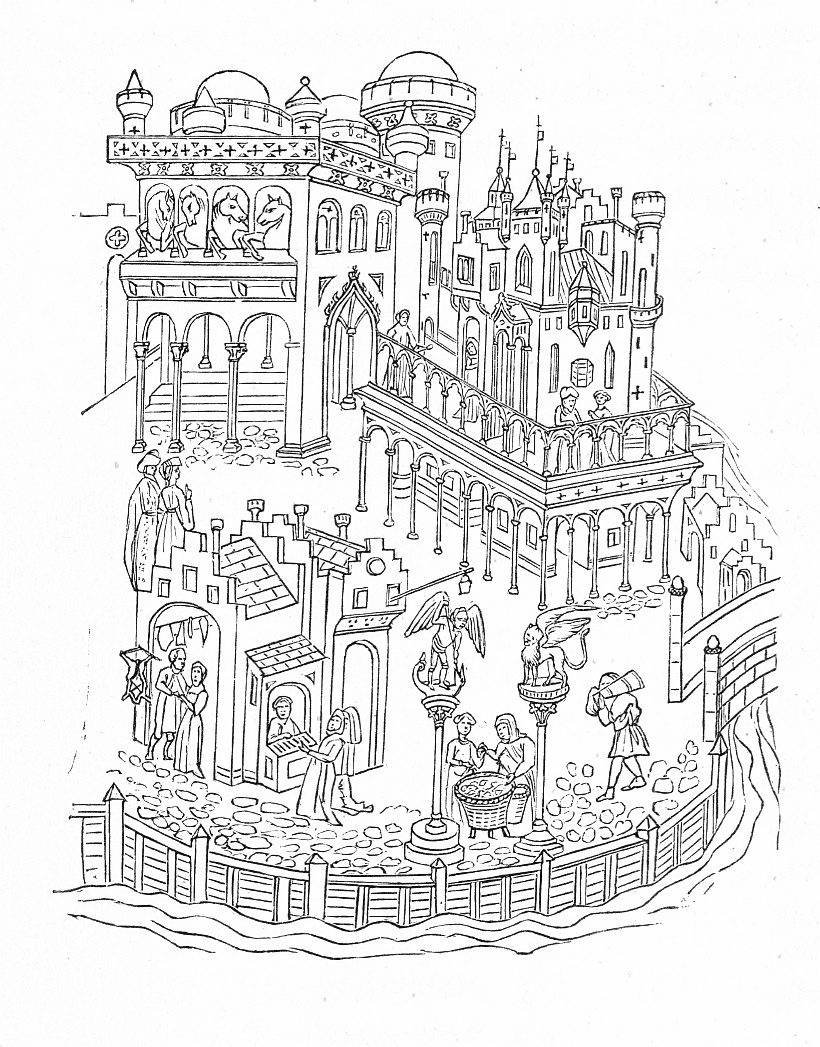
Ansicht der Markuskirche und des Dogenpalasts, Ende 14. Jahrhundert, gedruckt 1856

Schon mit der Fassade brachte er seine neue Staatsauffassung zum Ausdruck, weniger eine vielfach unterstellte Resistenz, eine Art des Konservatismus gegen die Einflüsse aus Italien. Durch die Verfassungsreformen der Zeit zwischen 1286 und 1323 waren die Zugangsmöglichkeiten zum Consilium Maius, zum Großen Rat, genauer definiert worden. Nun durften nicht nur, wie bis dato, volljährige Angehörige der angesehenen Familien in das entscheidende Gesetzgebungs- und Wahlgremium eintreten, sondern nur noch diejenigen, die bereits selbst darin einen Sitz hatten, vor allem aber alle legitimen, männlichen Familienangehörigen, deren Vorfahren auch bereits im Großen Rat gesessen hatten. Durch diese Abriegelung gegen Neuaufsteiger, zugleich aber auch Öffnung, stieg die Zahl der Angehörigen des Großen Rates von etwa 400 auf etwa 1100 an.

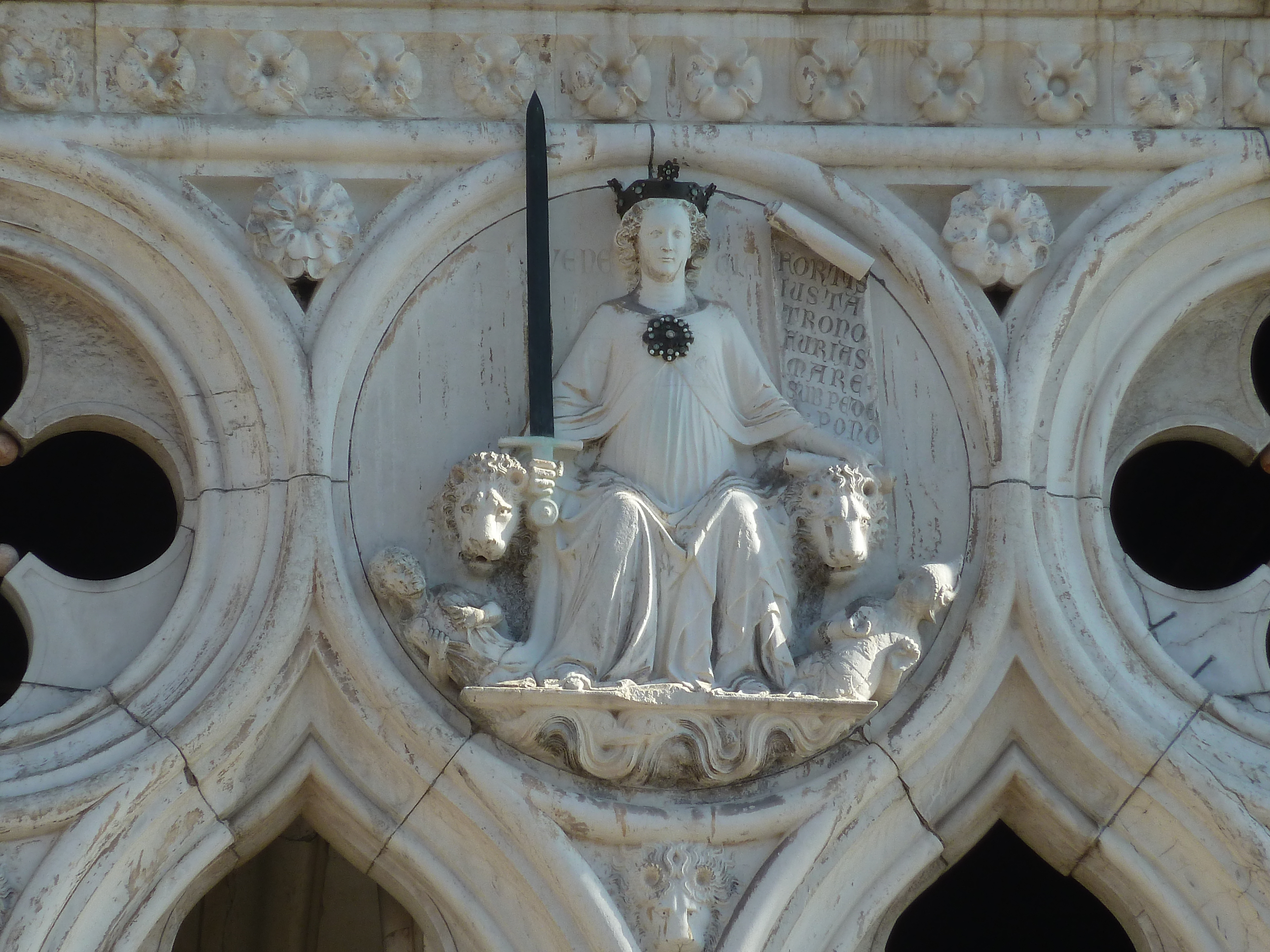
Die gekrönte Venecia mit dem Schwert und den Löwen an der Westfassade des Dogenpalasts blickt auf die Piazzetta

Künstlerisch wurden in dem nun von weit mehr Männern regelmäßig aufgesuchten Bauwerk die politischen, religiösen, gesellschaftlichen und wirtschaftlichen Ideale verarbeitet. Venedig wurde als Teil des göttlichen Plans Besuchern wie Bewohnern dargeboten, mit einem starken Akzent auf der Frage der Gerechtigkeit und des Rechts, wie sie etwa in dem Bildnis der Venecia mit dem Schwert ihren Ausdruck fand.
Doch mit der Pest (1348) und der Hinrichtung des Dogen Marino Falier (1355) stagnierte der Ausbau, der erst 1400 wieder aufgenommen wurde. Andrea Dandolo kannte den Palast nur als Baustelle – nur die Südfassade dürfte schon zu seinen Lebzeiten fortgeschritten gewesen sein – jedoch beeinflusste sein Staats- und Geschichtsverständnis deutlich die Planungen. Gestaltung, Bedeutung und Ausführung vor allem der Fassade basierten auf seinen Vorstellungen.
Darin war der Doge der Garant der Kontinuität, der sakrale Aufgaben erhielt, mit einem entsprechenden Nimbus. Auch ließ sich so die Freiheit der Stadt, die nicht auf römische Ursprünge zurückging, symbolisieren, zumal Venedig keine Stadtmauer mehr benötigte. Recht wurde so der Schutzmantel der Freiheit. Dies hatte zur Folge, wie es sich in der Historiographie allgemein durchsetzte, dass die Gesellschaft nicht nur sicher und stabil war, sondern auch eine Regierung besaß, die monarchische, aristokratische und demokratische Elemente vollkommen vereinte. So wurde der Kampf Venedigs gegen östliche und westliche Tyrannen, etwa unter dem Dogen Tribuno Memmo gegen die Blockade durch Kaiser Otto II., in der Hauptsache zu einem Kampf um die Freiheit; oder, wie Dandolo an Petrarca schrieb, es sei besser zu sterben, als ohne Ehre und Freiheit zu leben.

### Tod und Nachkommen

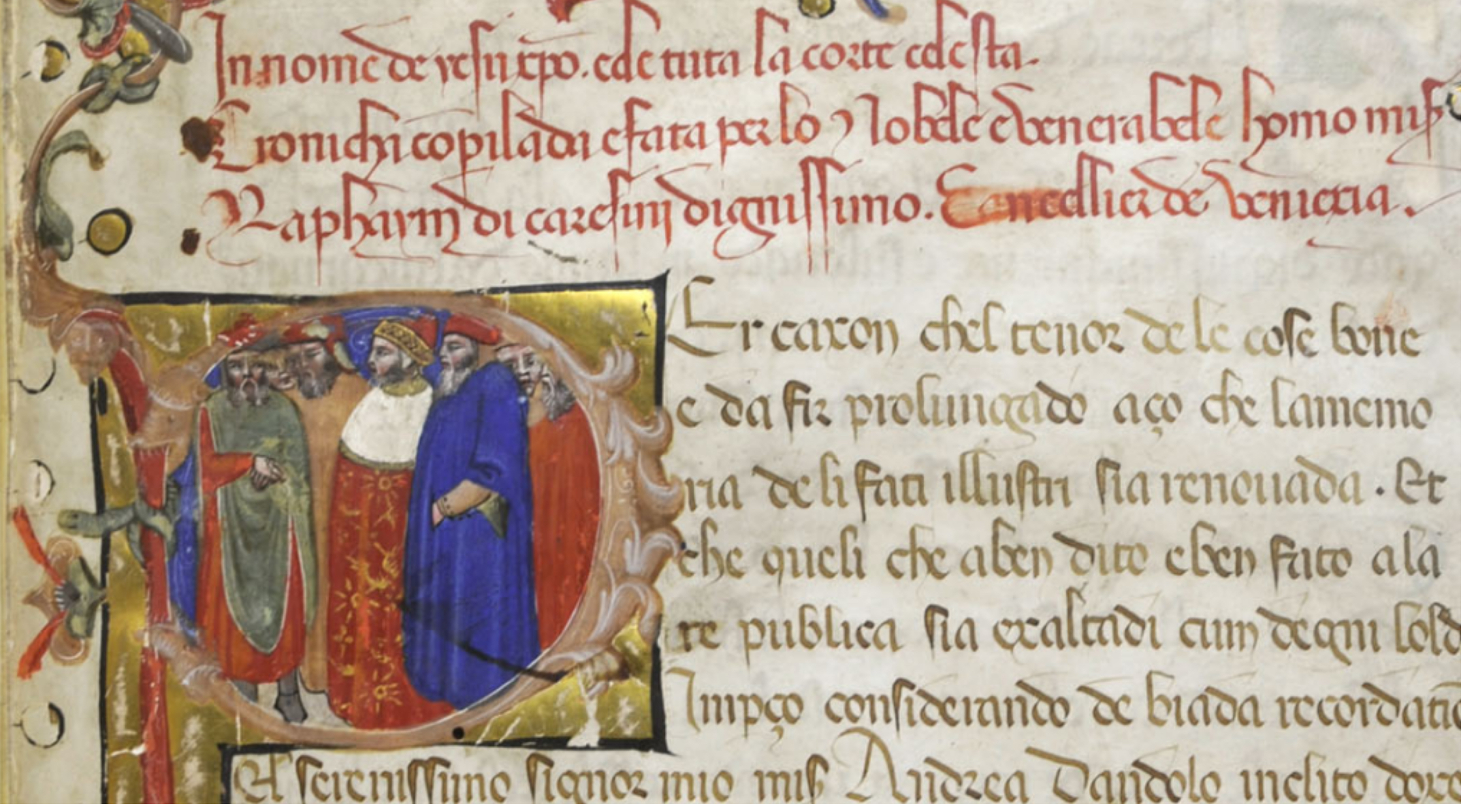
Initiale mit einer Darstellung des Dogen in der Übersetzung der Chronik des Rafaino de’ Caresini ins Volgare (in der Handschrift der Biblioteca Marciana It VII, 770 (=7795))

Der Gesundheitszustand des Dogen, schon zu Beginn des Konfliktes ungut, verschlechterte sich im Sommer 1354 rapide. Das letzte Dokument, das von ihm signiert wurde, stammt vom 16. Juli. Ab dem 31. August vertrat ihn hierbei der Consigliere Marino Badoer. Am 3. September diktierte Andrea Dandolo sein Testament, in dem er seine Frau Francesca Morosini († 1374, vielleicht Anfang 1375), seinen Bruder Simone, seine Schwester Agnese, die Söhne Fantino, Leonardo und die Tochter Zanetta sowie die Nichte Bertuccia versorgte. Vier Tage später starb er. Sein Leichnam wurde in der Kapelle des Baptisteriums von San Marco beigesetzt.
In einem Brief an Guido Sette vom 24. April 1355 behauptet Petrarca, Andrea Dandolo sei in einem Aufruhr zu Tode gekommen, an dem er „praeter morem“ bewaffnet beteiligt gewesen. Caroldo hingegen meint, er habe seine Gesundheit bei der Vorbereitung auf den Abwehrkampf geschädigt.
Er hinterließ als Witwe seine Frau Francesca Morosini und drei Kinder. Sein erstgeborener Sohn Fantino († um 1356) heiratete Beriola Falier († nach 13. Dezember 1374, Testament), Nichte des besagten Dogen. Fantino starb um 1356. Leonardo († 1406) bekleidete eine Reihe wichtiger Ämter. Zanetta heiratete einen Loredan.

## Grabmal, Porträts

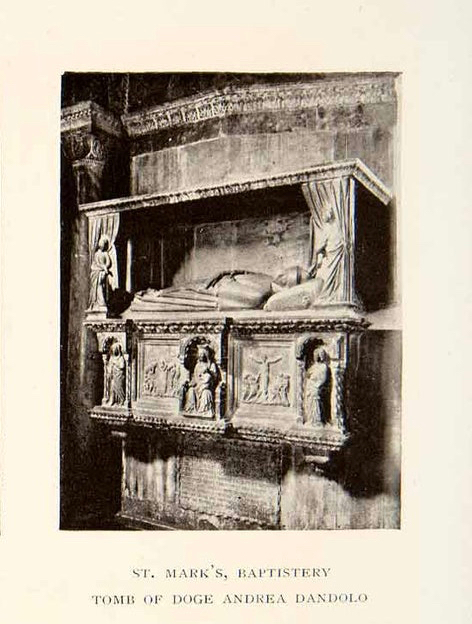
Grabmal Dandolos in der Markuskirche, fotografiert zwischen 1900 und 1906, Raccolte Grafiche e Fotografiche del Castello Sforzesco. Civico Archivio Fotografico, Mailand

Andrea Dandolo ist der letzte Doge, der in San Marco begraben wurde. Sein Grabmal, wahrscheinlich geschaffen von der Steinmetzfamilie De Sanctis, befindet sich im Baptisterium der Kirche, welche er selbst mit einem umfassenden Mosaikprogramm ausgestattet hatte. Sein Wunsch in der Hauptkirche selbst und nicht im Annex bestattet zu werden, wurde nicht berücksichtigt. Eine Version der Grabrede wurde von Petrarca verfasst, aber nicht angebracht. Das tatsächliche Epitaph stammt von einem unbekannten Autor. Der Sarkophag mit der Liegefigur des Dogen – der ersten Liegefigur der Grabmäler der Dogen überhaupt – ist an der Wand auf Konsolen angebracht. Zwei Engelsfiguren halten die Vorhänge eines Baldachins zur Seite und gewähren so einen Blick auf den Dogen. Ein Motiv, das in der Folge auf Grabmälern häufig nachgeahmt wurde.
Bildliche Darstellungen des Dogen finden sich in einem Mosaik im Baptisterium von San Marco (Kreuzigung), wo Dandolo mit seiner Frau und Ravignani dargestellt sind; dann in einer Miniatur des Cod. Marciano lat. Z-399 (Paolino Minorita), in einer Initiale eines Kapitulars von 1342, das sich im Staatsarchiv befindet, ebenso wie in der Promissione des Dogen. Auch im Cod. Marc. It. VII 770, der die ins Volgare übertragene Cronaca veneta des Rafaino Caresini findet sich eine Abbildung, schließlich mit einiger Wahrscheinlichkeit in der Pala feriale, die Paolo Veneziano schuf.

## Historische Werke
Noch als Prokurator verfasste Andrea Dandolo seine Chronica brevis, die von der Gründung bis zum Jahr 1342 reichte, also dem Tod des Dogen Bartolomeo Gradenigo. Das verschollene Exemplar diente wohl vor allem den Prokuratoren von San Marco und wurde wohl auch dort abgelegt. Diese Chronik fand im 14. Jahrhundert Fortsetzer und gilt als erstes Geschichtswerk eines Mannes am obersten Ende der venezianischen Hierarchie.
1343 begann Dandolo mit Hilfe des Kanzleipersonals mit der Abfassung seines Hauptwerkes, der Chronica per extensum descripta dal 48 al 1280 d. C., die er spätestens im Dezember 1352 fertigstellte, wie aus einem Brief des Kanzlers Benintendi de’ Ravegnani hervorgeht. Ihre Veröffentlichung wurde von Ravegnani am 5. Dezember verkündet. Sie umfasste aus seiner Feder die Zeit von der legendären Ankunft des Evangelisten Markus in Aquileia bis zum Jahr 1280. Warum diese Einschnitte gewählt wurden, bleibt unklar, wenn auch Vermutungen angestellt wurden. Das Werk setzt mit dem Vierten Buch ein, daher wurde angenommen, dass ursprünglich drei Bücher die Zeit vor 48 n. Chr. behandeln sollten. Diese wurden jedoch wohl nie geschrieben. Auch das Ende im Jahr 1280 wurde verschieden gedeutet, so als eine Polemik im Zusammenhang mit der Schließung des Großen Rates gegen Aufsteigerfamilien, der Serrata, oder einfach aufgrund des Krieges gegen Genua, der dem Dogen dringendere Aufgaben aufzwang.
Die Extensa, wie sie häufig genannt wird, hatte von Anfang an geradezu den Charakter einer offiziellen Staatsgeschichtsschreibung, der den älteren Geschichtswerken fehlte. Dies hing allerdings nicht nur mit dem gesellschaftlichen Rang des Verfassers zusammen, sondern auch mit der gewaltigen Menge von Vorgängen und Tatbeständen, die der Autor schildert. Vor allem verlieh ihr aber die Tatsache höchsten Rang unter den Chroniken, dass Dandolo eine große Menge von Quellen einarbeitete, darunter 40 als vollständiger Text und weitere 240 in regestenartiger Form. Mit einer solchen Auffassung einer öffentlichen Geschichtsschreibung war der Doge selbst im Venedig seiner Zeit um mehr als ein Jahrhundert voraus. Damit gab er den Zeitgenossen zugleich ein mächtiges Instrument in die Hand, mit dem man die venezianische Herrschaft legitimieren und gleichzeitig herleiten und begründen konnte.
Die Wirkung dieses so grundgelegten Gesamtcorpus, bestehend aus Brevis und Extensa sowie die Fortsetzung durch Caresini war dabei enorm stark, was sich schon daran ermessen lässt, dass alle nachfolgenden Geschichtsschreiber von Dandolo abschrieben. Erst mit der Staatsgeschichtsschreibung traten Dandolos Werke in den Hintergrund.
Hinzu kommt, dass das Werk als Nachschlagewerk konzipiert war, mit klarer Exposition und einer Einteilung in Kapitel und Paragraphen. Bis zum Ende der Republik war es die erste Quelle für die venezianische Geschichte vor Andrea Dandolos Dogat.
Spätestens Ende des 19. Jahrhunderts, vor allem durch Walter Lenel (1897), untergrub die moderne Geschichtswissenschaft den Mythos seiner Verlässlichkeit. Paul Fridolin Kehr wies die Unzuverlässigkeit mit Blick auf die Ursprünge der Stadt nach. Roberto Cessi glaubte, dass Dandolo ideenreich, geradezu ‚frech‘ („fazioso“) Quellenlücken gefüllt habe. Ester Pastorello, die Herausgeberin, konnte allerdings erweisen, dass viele der Irrtümer nicht von Andrea Dandolo stammten, sondern auf ältere Quellen zurückgingen. Dies galt etwa für die Historia Satyrica des Paolino Minorita († um 1344). Sie unterstrich zudem Dandolos Bedürfnis, die guten Rechte Venedigs auch in den Quellen wiederzufinden.
Dandolos Summula ist noch nicht ediert, sieht man vom Vorwort und dem Index ab, den Genuardi 1911 lieferte. Die Handschrift befindet sich im Cod. 459 der Bibliothek des Klosters Montecassino. Der Liber Sextus wurde im Band Statutorum legum ac iurium tam civilium quam criminalium DD. Venetorum Venetiis 1709 herausgegeben, wo sich auf den f. 82v bis 83v das Vorwort des Dogen findet, aber auch in anderen venezianischen Statuten.
Vorstellung und Index des Liber Albus und des Liber Blancus, die sich beide im Staatsarchiv Venedig befinden, wurden 1856 von Tafel und Thomas ediert (S. 24–26 und 33–54), während die Chronica brevis zuerst von Muratori in den Rerum Italicarum scriptores (XII, Mailand 1728, Sp. 399–402, 410–416) herausgegeben wurde. Ester Pastorello edierte auch diese Chronik erneut in derselben Reihe (XII, 1, S. 351–373). Dort erschien auch ihre kritische Edition der Extensa (S. 5–327). Die Brevis basiert auf dem Cod. Marc. lat. Z.400 (= 2028) aus der Feder eines Dandolo untergebenen Schreibers der Kanzlei. Darin findet sich zudem auf den S. CIV–CVI die lettera di presentazione durch Ravegnani. Diese hatte schon Lodovico Antonio Muratori in seiner Edition der Extensa (unter dem Titel Chronicon Venetum) ediert (Sp. 10 f.).

## Urteile über Andrea Dandolo

### Zeitgenössische Urteile

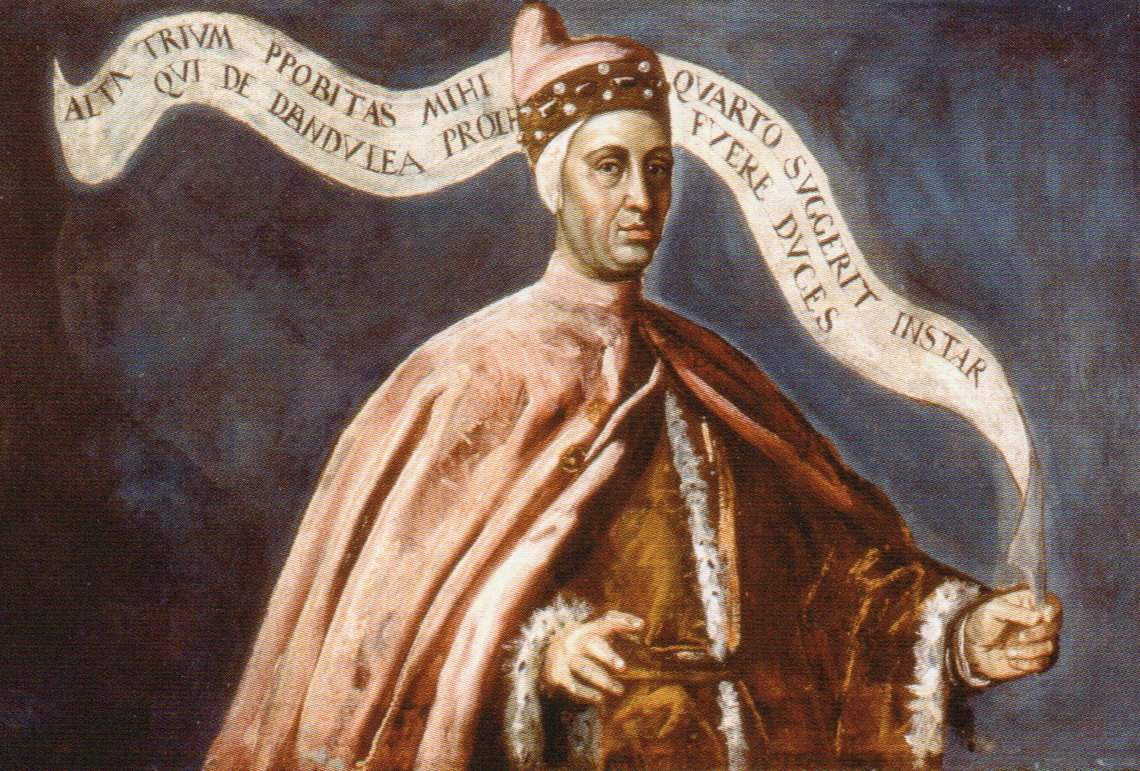
Darstellung des Dogen im Dogenpalast, die in einem Spruchband seine Verdienste hervorhebt. Das Bildnis ist eines der 38 Doppel-Dogenporträts im Saal des Großen Rates.

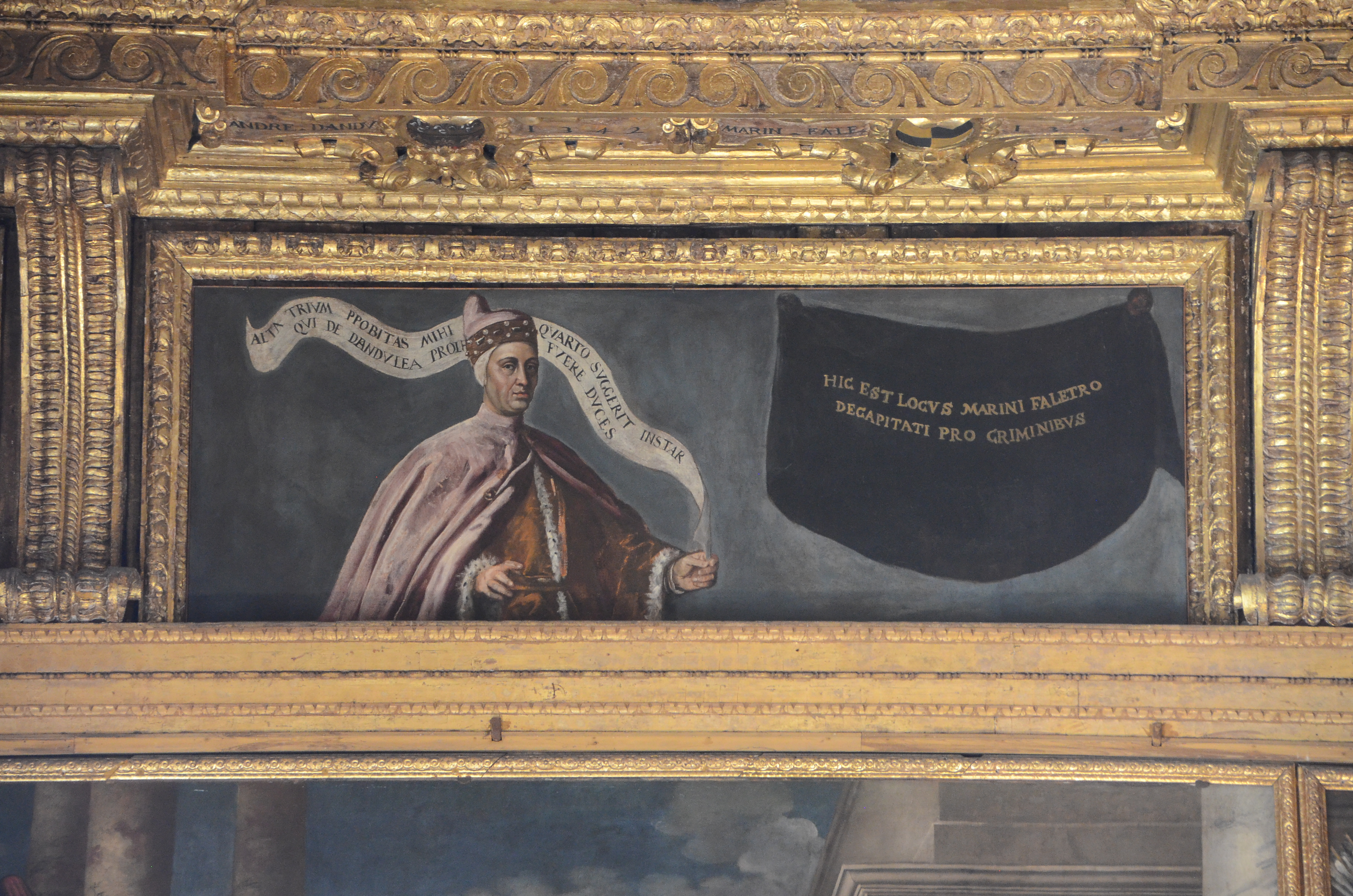
Augenfällig ist der Gegensatz zwischen Andrea Dandolo und Marino Falier

Die Ansichten der Zeitgenossen über die Rolle und Bedeutung Andrea Dandolos fallen sehr widersprüchlich aus. Die Chronisten waren meist Teil einer der Adelsfraktionen, daher sind ihre Urteile mit Vorsicht zu genießen. So galt er den einen als Feind des Adels, anderen als Befürworter des Krieges gegen Genua und demzufolge Führer einer extremen Adelsfraktion. Petrarca sah in ihm einen Mann, der eher dem Frieden und den Studien zugeneigt war, doch wollte er allzu hartnäckig den Kampf gegen die Handelsrivalin.
Ein anonymer Chronist, der um 1350 schrieb, lobte zwar die Weisheit und die Vielseitigkeit des Dogen, doch hielt er ihm Heuchelei vor und eine beharrlich anti-adlige Politik. Daher war, so folgert der Autor „da tuti li nobelli çeneralmente el vien mal voiudo“, er war also angeblich von allen Adligen der am wenigsten erwünschte. Ähnlich der anonyme Verfasser der Venetiarum historia, die um 1360 entstand. Nach diesem war er voll von ‚Prahlerei, Verlogenheit, Dummheit und Untätigkeit‘.
In der Chronik des Enrico Dandolo – nicht zu verwechseln mit dem Dogen Enrico Dandolo – wird ein deutlich positiveres Bild gezeichnet, doch für den Absturz durch den Genuesenkrieg macht der Verfasser Andrea Dandolo verantwortlich.
Diesen Kritikpunkten widersprach Ravignani, der die verfassungsmäßigen Beschränkungen anführte, die Andrea Dandolo dazu zwangen, eher zu gehorchen als zu befehlen, insbesondere in Kriegszeiten – auch wenn der Doge den Frieden liebte.
Die genannten Fraktionen und die Darstellung ihrer Perspektive, aber auch die immer strengere Eingebundenheit in die Mechanismen der venezianischen Verfassung, mögen zu Widersprüchen in der Politik des Dandolo geführt haben. So klagte ein Chronist, „proferiva da uno ladi a qualche persona una cossa e alli fati per effeto li farà el contrario“, er habe also dem einen etwas angeboten und dann das Gegenteil getan.

### Moderne Historiographie
Die persönliche Ausrichtung des Dogen ist in seiner Politik schwer zu erkennen. Versuche, eine Linie darin zu entdecken, Dandolo habe eine Einheit der führenden Klasse im Namen des städtischen Patriotismus gesucht, wie es Frederic Lane annahm, oder im Gegenteil eine verdeckte Revolte gegen den patrizischen Staat aus der Extensa herauszulesen, und ihm dabei den Versuch zu unterstellen eine Wiederherstellung der einstigen Dogenmacht zu versuchen, wie es Giorgio Cracco versuchte, können als gescheitert gelten. Ähnliches gilt für die Annahme Girolamo Arnaldis, Dandolo habe sich für die Durchsetzung einer abstrakten Gesetzesvorstellung eingesetzt, dem jedoch die Durchsetzung des dazu notwendigen Respekts vor den Gesetzen genauso wenig gelang, wie die Einrichtung der dazu nötigen Machtstrukturen.
Die älteren Urteile, vor allem das, er sei mit den Quellen seiner Zeit willkürlich umgegangen, erschöpfen sich darin, ihm diese Willkür an einzelnen Stellen nachzuweisen. So urteilte Paul Fridolin Kehr 1927 über den Umgang mit den Quellen: „er entnimmt ihnen, was ihm in den Kram passt, verändert ohne Skrupel, was dazu nicht stimmt und lässt fort, was seiner Tendenz widerspricht.“

### Rechtsetzende Quellen
- Roberto Cessi, Mario Brunetti (Hrsg.): Le deliberazioni del Consiglio dei Rogati (Senato), "Serie Mixtorum", II: Libri XV-XVI, Venedig 1961, l. XV, 53, 363, 404, 513.
- Promissione del doge Andrea Dandolo, in: Ester Pastorello (Hrsg.) Andrea Danduli Chronica per extensum descripta, Bologna 1938; Introduzione, S. LXXIX–CII. (Abb. der Promissio bei europeana)
- Staatsarchiv Venedig, Procuratori de supra, b. 1 (Commissaria del Dandolo).
- Riccardo Predelli (Hrsg.): I libri commemoriali della Repubblica di Venezia. Regesti, Bd. II, Venedig 1878, ll. III, n. 382; IV, n. 33; V, n. 57.
- Gottlieb Lukas Friedrich Tafel, Georg Martin Thomas (Hrsg.): Der Doge Andreas Dandolo und die von demselben angelegten Urkundensammlungen zur Staats- und Handelsgeschichte Venedigs : Mit den Original-Registern des Liber Albus, des Liber Blancus und der Libri Pactorum aus dem Wiener Archiv, G. Franz, München 1855. (Digitalisat)
- Georg Martin Thomas, Riccardo Predelli: Diplomatarium Veneto Levantinum sive acta et diplomata res Venetas Graecas atque Levantis illustrantia, Bd. I (1300–1350), Bd. II (1351–1454), Venedig 1880–1899, Bd. I, doc. 136–176; Bd. II, doc. 1–10.

### Erzählende Quellen
- Ester Pastorello (Hrsg.): Raphayni de Caresinis Chronica (=Rerum Italicarum scriptores, 2a ed.), Bd. XII, 2, S. 3–9 (Fortsetzung der Extensa des Andrea Dandolo bis zum Jahr 1388).
- Biblioteca Marciana, Mss. It., cl. VII, 128a (= 8639): Gian Giacomo Caroldo, Historia di Venetia, f. 190v–231v (vgl. Historie venete dal principio della città fino all’anno 1382).
- Guillelmi de Cortusiis Chronica de novitatibus Paduae et Lombardiae (=Rerum Italicarum scriptore, XII), Mailand 1728, Sp. 909.
- Marino Sanuto: Vitae ducum Venetorum, (=Rerum Italicarum Scriptores, XXII), Mailand 1733, Sp. 609–628.
- Giambatista Verci: Storia della Marca trivigiana e veronese, Bd. XII, Venedig 1789, n. 1412–1414, S. 33–41. (Digitalisat)
- Vittorio Rossi (Hrsg.): Francesco Petrarca, Le Familiari, Bd. II, Florenz 1934, XI, 8, S. 340–348; Bd. III, Florenz 1937, XV, 4, S. 139–143, XVIII, 16, S. 302–308 (Briefe an Dandolo).
- Roberto Cessi, Fanny Bennato (Hrsg.): Venetiarum historia vulgo Petro Iustiniano Iustiniani filio adiudacata, Venedig 1964, S. 225–240.
- Roberto Pesce (Hrsg.): Cronica di Venexia detta di Enrico Dandolo. Origini - 1362, Centro di Studi Medievali e Rinascimentali «Emmanuele Antonio Cicogna», Venedig 2010, S. 121–143, 155.

### Zu Andrea Dandolo und zu seiner Familie
- Giorgio Ravegnani: Dandolo, Andrea, in: Massimiliano Pavan (Hrsg.): Dizionario Biografico degli Italiani, Bd. 32, Rom 1986, S. 431–440.
- Șerban Marin: A Double Pathfinder’s Condition: Andrea Dandolo and His Chronicles, in: Annuario. Istituto Romeno di Cultura e Ricerca Umanistica 12–13 (2010–2011) 41–122. (academia.edu)
- Ester Pastorello: Andrea Danduli Chronica per extensum descripta, Bologna 1938; Introduzione auf den S. III–CVI.
- Alvise Loredan: I Dandolo, Varese 1981, S. 282–301, 312 f.
- Lino Lazzarini: «Dux ille Danduleus». Andrea Dandolo e la cultura veneziana a metà del Trecento, in: Giorgio Padoan (Hrsg.): Petrarca, Venezia e il Veneto, Florenz 1976, S. 123–156.
- Luigi Genuardi: La «Summula Statutorum Floridorum Veneciarum» di Andrea Dandolo, in Nuovo Archivio veneto, n. s., XI (1911) 436–467.
- Victor Crescenzi: La Summula statutorum di Andrea Dandolo secondo il manoscritto Montecassino, 459, in: Initium. Revista catalana d’història del dret 12 (2007) 623–697 (Die Edition (ab S. 635), von der der Autor ausdrücklich sagt, sie sei keine kritische Edition, basiert auf einer 56-seitigen Abschrift aus dem Jahr 1434, die wahrscheinlich im venezianischen Corone auf dem Peloponnes entstanden ist und die sich im Archiv der Abtei Montecassino befindet.). (academia.edu)
- Vittorio Lazzarini: Il testamento del doge Andrea Dandolo, in: Nuovo Archivio veneto, n. s., VII (1904) 139–141.
- Daniel Savoy: Keeping the Myth Alive: Andrea Dandolo and the Preservation of Justice at the Palazzo Ducale in Venice, in: artibus et historiae 71 (2015) 10–29. (academia.edu)
- Dieter Girgensohn, Jan Christoph Rössler: Il procuratore dimezzato: per l’identificazione del Doge Andrea Dandolo, in: Archivio Veneto CXLX, VI serie n. 18 (2019) 27–60. (online, PDF)
- Andrea Da Mosto: I dogi di Venezia con particolare riguardo alle loro tombe, Ferdinando Ongania, Venedig [1939], S. 79–81 (Digitalisat, PDF); neu aufgelegt unter dem Titel I Dogi di Venezia, Florenz 1983, zuletzt 2003.

### Zu Andrea Dandolos Geschichtsschreibung
Das älteste Manuskript der Extensa des Andrea Dandolo befindet sich in der Biblioteca Nazionale Marciana, lat. Z. 400 (=2028); die älteste Kopie in Turin, Biblioteca Nazionale Universitaria, J.IV.7.
- Miika Kuha: The Elaboration and Transmission of Historical Knowledge in Fourteenth-Century Venice: Andrea Dandolo's Chronica Brevis as a Catalyst of History Writing, in: Viator 48 (2017) 233–262 (seine These lautet, dass die Übersetzung der von Dandolo auf Latein verfassten Chronica brevis ins Volgare, die in mindestens zwei Handschriften überliefert ist (Modena, Biblioteca Estense Universitaria, MS It. 106 (=α.t.6.32) und Paris, Bibliothèque nationale de France, MS It. 783.), den Ausgangspunkt späterer Rückübersetzungen bot. Diese werden als A latina bezeichnet. Die Volgare-Fassungen würden dann die Hypothese ersetzen, eine verloren gegangene Chronik habe diesen Chroniken als Vorlage gedient.).[22]
- Miika Kuha: The Early Circulation of Andrea Dandolo’s Chronica per extensum descripta in the light of the ms. Turin, Biblioteca Nazionale Universitaria, J.IV.7, in: Renaessanceforum: Tidsskrift for renaessanceforskning, 11 (2016) 127–144. (online, PDF)
- Debra Pincus: Hard Times and Ducal Radiance. Andrea Dandolo and the Construction of the Ruler in Fourteenth-Century Venice, in: John Jeffries Martin, Dennis Romano (Hrsg.): Venice Reconsidered. The History and Civilization of an Italian City-State, 1297–1797, Johns Hopkins University Press, 2000, S. 89–136.
- Silvana Collodo: Temi e caratteri della cronachistica veneziana in volgare del Tre-Quattrocento (Enrico Dandolo), in: Studi veneziani IX (1967) 127–151, hier: S. 145 f.
- Antonio Carile: La cronachistica veneziana (secoli XII-XVI) di fronte alla spartizione della Romania nel 1204, Florenz 1968, S. 3–7, 180 f., 191 f. und passim.
- Girolamo Arnaldi: Andrea Dandolo doge-cronista, in: Agostino Pertusi: La storiografia veneziana fino al secolo XVI. Aspetti e problemi, Florenz 1970, S. 127–268.
- Antonio Carile: Aspetti della cronachistica veneziana nei secc. XIII e XIV, in: Agostino Pertusi: La storiografia veneziana finoal secolo XVI. Aspetti e problemi, Florenz 1970, S. 80, 97 f., 102ff, 108, 115ff.
- Maria Mercè Costa: Sulla battaglia del Bosforo (1352), in: Studi Veneziani XIV (1972) 197–210.
- Henry Simonsfeld: Andrea Dandolo und seine Geschichtswerke, München 1876 (ital.: Benedetto Morossi: Andrea Dandolo e le sue opere storiche, in: Archivio veneto XIV [1877] 49–149 (Digitalisat)).

### In übergreifenden Darstellungen
- Debra Pincus: The Tombs of the Doges of Venice. Venetian State Imagery in the Thirteenth and Fourteenth Centuries, Cambridge University Press, Cambridge 2000 (8. The Doge in the divine plan: Andrea Dandolo's program for San Marco).
- Michel Balard: A propos de la bataille du Bosphore. L’expédition génoise de Paganino Doria à Constantinople (1351–1352), in: Travaux et Mémoires, IV (1970) 431–469.
- Giorgio Cracco: Società e Stato nel Medioevo veneziano (secc. XII-XIV), Florenz 1967, S. 399–440.
- Andrea Da Mosto: I dogi di Venezia nella vita pubblica e privata, Mailand 1960, S. 112–118.
- Heinrich Kretschmayr: Geschichte von Venedig, Bd. II, Gotha 1920, S. 205–210.
- Mario Brunetti: Venezia durante la peste del 1348, Venedig 1909.
- Walter Lenel: Die Entstehung der Vorherrschaft Venedigs an der Adria, Straßburg 1897, S. 85–103.
- Samuele Romanin: Storia documentata di Venezia, Bd. III, Venedig 1855, S. 147–175.